# Tomeka Reid
Tomeka Reid (Washington D.C., 1977) is een Amerikaanse jazzcelliste en -componist.

## Biografie
Reid studeerde cello aan de DePaul University in Chicago en dirigeerde vervolgens acht jaar het orkest aan de Lab School van de University of Chicago. Daarnaast werkte ze sinds de jaren 1990 in het jazz- en improvisatiecircuit van de stad met Dee Alexander, Mike Reed, Nicole Mitchell, Taylor Ho Bynum en het AACM Great Black Music Ensemble, waarmee ze optrad op het Umbria Jazz Festival. In 2009 richtte ze het trio Hear In Now op met de violiste Mazz Swift en de bassiste Silvia Bolognesi. Ze werkte ook met Christoph Erb, Keefe Jackson, Jeb Bishop, Fred Lonberg-Holm en Makaya McCraven (Universal Beings, 2018). Ze leidt ook haar eigen bandproject, waartoe Jason Roebke, Tomas Fujiwara en Mary Halvorson behoren en waarmee zij o.a. in 2014 optrad op het Chicago Jazz Festival. Op het gebied van jazz was ze tussen 1999 en 2017 betrokken bij 33 opnamesessies. In 2016 werd ze bekroond voor de JJA Awards genomineerd. Ze is lid van de jazzformatie Art Ensemble of Chicago.

## Discografie
- 2008: Mike Reed: The Speed of Change (2008)
- 2011: Mazz Swift/Tomeka Reid/Silvia Bolognesi: Hear in Now (Rudi Records)
- 2017: Hear In Now: Not Living in Fear (International Anthem), met Silvia Bolognesi, Mazz Swift
- 2016: Taylor Ho Bynum: Enter the Plustet
- 2018: Tomeka Reid/Filippo Monico: The Mouser (Relative Pitch Records)
- 2019: Tomeka Reid Quartet: Old New (Cuneiform Records)
- 2019: Art Ensemble of Chicago: We Are on the Edge: A 50th Anniversary Celebration
- 2020: Kahil El'Zabar: America the Beautiful